# Hieracium maccoshiana
Hieracium maccoshiana es una especie de planta con flor del género Hieracium, de la familia Asteraceae, orden Asterales.

## Distribución
Hieracium maccoshiana se distribuye por Escocia.

## Taxonomía
Fue descrita científicamente por T. C. G. Rich.